# Team6 Game Studios
Team6 Game Studios B.V. es un desarrollador de videojuegos holandés con sede en Assen. Fue fundada en 2001, pero inicialmente desarrolló varios juegos con un nombre de empresa diferente. En 2003 los fundadores decidieron cambiarlo al título actual. La compañía actualmente emplea aproximadamente a 40 personas y está dirigida por el director Ronnie Nelis.
La compañía de videojuegos ha desarrollado más de 80 juegos a partir de 2019. Ha desarrollado juegos para PC, Steam, Xbox 360, Xbox One, PlayStation 3, PlayStation 4, Android, Amazon, iOS, Oculus, HTC Vive, Nintendo Wii, Nintendo 3DS y Nintendo Switch. La mayoría de sus títulos son juegos de carreras, pero también ha trabajado en otros géneros como los shooters de acción. Es conocido por su trabajo en los juegos de Monster Jam y títulos móviles como Flatout Stuntman. Desde 2016, el estudio decidió centrarse completamente en los juegos móviles y de consola. Actualmente también está trabajando en juegos de salud y ejercicio y títulos de realidad virtual.

## Historia
El primer proyecto del fundador y director de Team6, Ronnie Nelis, fue un juego de lucha llamado DeathCompatible, desarrollado para un concurso de la revista de juegos PC Zone. Nelis ganó el primer premio en el concurso y, como premio, el juego se lanzaría, sin embargo, el editor que lo hizo cerró sus puertas poco después. Esto no le impidió desarrollar juegos, y poco después fundó Team6 Game Studios V.O.F., y encontró un nuevo socio para lanzar su primer título oficial: Taxi Challenge Berlin. En los años posteriores, se especializaron en juegos de carreras y crearon muchos títulos a lo largo de los años. Para varios de sus títulos trabajaron junto con marcas de automóviles como  Mercedes, Volkswagen, BMW y Opel.
La mayoría de sus juegos fueron desarrollados para PC, pero a partir de 2009 también desarrollaron varios títulos para Nintendo Wii y Nintendo DS. El propio Engine Six de los estudios fue uno de los primeros motores compatibles con Nintendo Wii y Nintendo 3DS. En 2012, el estudio desarrolló la primera simulación oficial de videojuegos de squash del mundo en colaboración con World Squash Federation. El estudio desarrolló un segundo juego de squash en 2015 que fue autorizado oficialmente por Professional Squash Association. Hasta 2014, Team6 creó la mayoría de sus títulos en su propio Engine Six. En 2014 comenzaron a usar Unity para sus juegos móviles y en 2015 cambiaron a Unreal Engine por sus títulos de consola. Desde 2012, el estudio ha sido el desarrollador oficial de los juegos de Monster Jam para el editor GameMill y el titular de IP Feld Motorsports, que quería llevar la franquicia más hacia la simulación más amigable para los niños en lugar de la hardcore.
En el camino, el estudio también comenzó a desarrollar juegos móviles para Android e iOS. Originalmente, su primer título móvil fue New Kids Nitro Racer, sin embargo, esto solo se lanzó en PC. En 2013 Team6 creó Flatout Stuntman en colaboración con Nvidia. El juego de Android se utilizó como escaparate para Nvidia porque admitía funciones específicas del procesador móvil Tegra. Flatout Stuntman fue bien recibido entre críticos y usuarios. En Google Play, el juego móvil recibió un puntaje promedio de 4,1 unidad 5, basado en más de 25,000 votos.
En 2014, Team6 se asoció con la startup de salud y bienestar Blue Goji. Juntos crean juegos interactivos de fitness diseñados para jugar mientras hacen ejercicio en equipo cardiovascular. Su primer título fue el juego iOS Super Sonic Racers, luego de lo cual lanzaron varios otros títulos. En 2016, lanzaron juntos su primer título de realidad virtual: DinoFense.

## Videojuegos
| Título                                                  | Año  | Plataforma                                                                        |
| ------------------------------------------------------- | ---- | --------------------------------------------------------------------------------- |
| Toyland Racer                                           | 2001 | PC                                                                                |
| Taxi Challenge Berlin                                   | 2002 | PC                                                                                |
| Taxi Challenge London                                   | 2002 | PC                                                                                |
| Taxi Challenge New York                                 | 2002 | PC                                                                                |
| Alko 3D                                                 | 2003 | PC                                                                                |
| Crime Scene Manhattan: The Real Car-Shooter             | 2003 | PC                                                                                |
| Red Clash                                               | 2003 | PC                                                                                |
| Roswell Encounter                                       | 2003 | PC                                                                                |
| Taxi Challenge MegaCity                                 | 2003 | PC                                                                                |
| Taxi Racer London 2                                     | 2003 | PC                                                                                |
| Taxi Racer New York 2                                   | 2003 | PC                                                                                |
| Amsterdam Taxi Madness                                  | 2004 | PC                                                                                |
| Shanghai Street Racer                                   | 2004 | PC                                                                                |
| Taxi Raser                                              | 2004 | PC                                                                                |
| Thunderbolt                                             | 2004 | PC                                                                                |
| ATV Mudracer                                            | 2005 | PC                                                                                |
| Downtown Challenge                                      | 2005 | PC                                                                                |
| Elite Heli Squad                                        | 2005 | PC                                                                                |
| Manhattan Chase                                         | 2005 | PC                                                                                |
| Pizza Dude                                              | 2005 | PC                                                                                |
| Scooter War3z                                           | 2005 | PC                                                                                |
| Taxi 3: eXtreme Rush                                    | 2005 | PC                                                                                |
| Ultimate Monster Trucks                                 | 2005 | PC                                                                                |
| Glacier                                                 | 2006 | PC                                                                                |
| GSR: German Street Racing                               | 2006 | PC                                                                                |
| Super Taxi Driver 2006                                  | 2006 | PC                                                                                |
| ESR: European Street Racing                             | 2007 | PC                                                                                |
| F-1 Chequered Flag                                      | 2007 | PC                                                                                |
| Ultimate Motorcross                                     | 2007 | PC                                                                                |
| Operation Alpha Zylon                                   | 2007 | PC                                                                                |
| Pacific Liberation Force                                | 2007 | PC, Wii                                                                           |
| Paris Chase                                             | 2007 | PC                                                                                |
| FSR: French Street Racing                               | 2008 | PC                                                                                |
| Mercedes CLC Dream Test Drive                           | 2008 | PC                                                                                |
| Glacier 2                                               | 2009 | PC, Wii                                                                           |
| Monster Trucks                                          | 2009 | PC, Wii                                                                           |
| Street Racer Europe                                     | 2009 | PC                                                                                |
| Sunshine Beach Volleyball                               | 2009 | PC                                                                                |
| Battle Metal: Street Riot Control                       | 2010 | PC                                                                                |
| Calvin Tucker's Redneck: Farm Animals Racing Tournament | 2010 | Nintendo DS, PC, Wii                                                              |
| FlatOut                                                 | 2010 | Wii                                                                               |
| Glacier 3: The Meltdown                                 | 2010 | PC, Wii                                                                           |
| Speed                                                   | 2010 | Wii                                                                               |
| FlatOut 3: Chaos & Destruction                          | 2011 | PC                                                                                |
| Hyper Fighters                                          | 2011 | PC, Wii                                                                           |
| Street Racer Europe 2                                   | 2011 | PC                                                                                |
| Super Sonic Racer                                       | 2011 | iOS, PC, Wii                                                                      |
| WSF Squash                                              | 2011 | PC                                                                                |
| City Racing Gig                                         | 2012 | iOS                                                                               |
| Speed 2                                                 | 2012 | Wii                                                                               |
| FlatOut Stuntman                                        | 2013 | Android, iOS                                                                      |
| New Kids Nitro Racer                                    | 2013 | PC                                                                                |
| Dirt Rider                                              | 2014 | iOS                                                                               |
| Engines of War                                          | 2014 | Android, iOS                                                                      |
| Four Wheeler                                            | 2014 | iOS                                                                               |
| Monster Jam: As Big As It Gets                          | 2014 | Android, iOS                                                                      |
| PSA World Tour Squash                                   | 2014 | Wii                                                                               |
| Goji Farm                                               | 2015 | Android, iOS                                                                      |
| Monster Jam: Battlegrounds                              | 2015 | PC, PlayStation 3, Xbox 360                                                       |
| Paper Dash                                              | 2015 | Android, iOS                                                                      |
| Battle Waves                                            | 2016 | Android                                                                           |
| Castle Karts                                            | 2016 | Android                                                                           |
| DinoFense                                               | 2016 | HTC Vive, Oculus Rift, PC                                                         |
| Monster Jam: Crush It!                                  | 2016 | Nintendo Switch, PlayStation 4, Xbox One                                          |
| Road Rage                                               | 2017 | PC, PlayStation 4, Xbox One                                                       |
| Uphill Rush Water Park Racing                           | 2017 | Android, iOS                                                                      |
| Furiends                                                | 2018 | Android, iOS                                                                      |
| Super Street: The Game                                  | 2018 | Nintendo Switch, PC, PlayStation 4, Xbox One                                      |
| Street Outlaws: The List                                | 2019 | Nintendo Switch, PC, PlayStation 4, Xbox One                                      |
| Super Street: Racer                                     | 2019 | Nintendo Switch                                                                   |
| Taxi Chaos                                              | 2021 | PlayStation 4, Nintendo Switch, Xbox One                                          |
| Street Outlaws 2: Winner Takes All                      | 2021 | Nintendo Switch, PlayStation 4, PlayStation 5, Windows, Xbox One, Xbox Series X/S |
| NHRA Championship Drag Racing: Speed For All            | 2022 | Nintendo Switch, PlayStation 4, PlayStation 5, Windows, Xbox One, Xbox Series X/S |